# Chester (New Hampshire)
Chester – miasto w Stanach Zjednoczonych, w stanie New Hampshire, w hrabstwie Rockingham.

## Zdjęcia

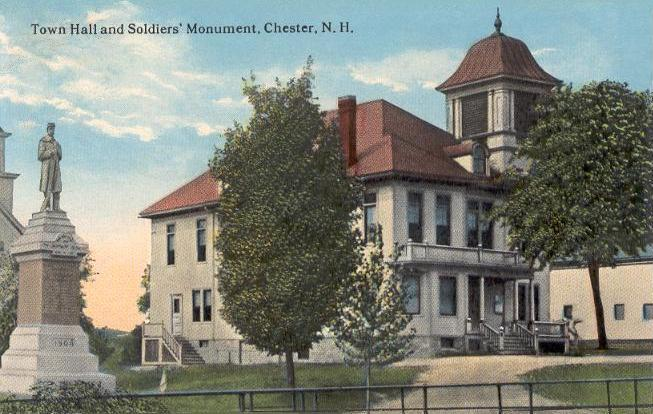
Ratusz w 1913
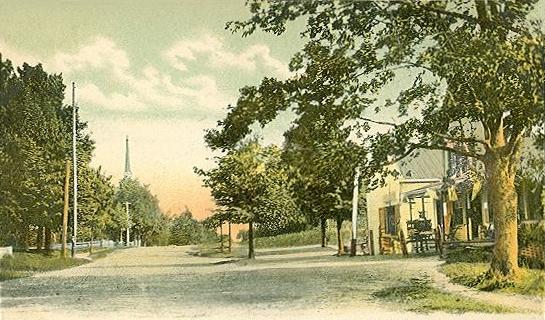
Blacksmith Shop w 1909
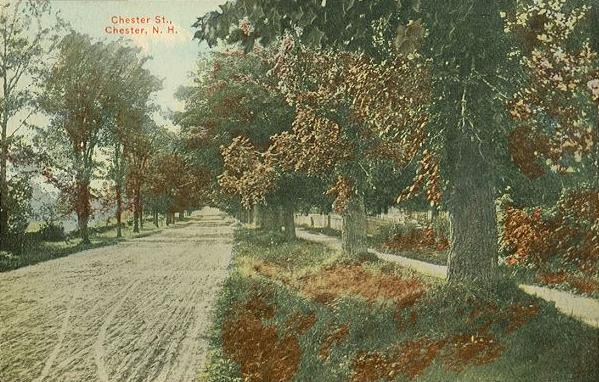
Chester Street w 1910